# Харьковская государственная академия дизайна и искусств
Харьковская государственная академия дизайна и искусств (укр. Харківська державна академія дизайну і мистецтв) — государственное высшее учебное заведение IV уровня аккредитации, расположенное в городе Харьков. Одно из старейших художественных учебных заведений Украины.
Квалификационные уровни подготовки — бакалавр, специалист, магистр, аспирант.

## История

### 1869—1896
В 1869 в Харькове открылась школа рисования М. Раевской-Ивановой как отдельное учебное заведение, избравшее художественно-промышленное направление.
Метод преподавания, разработанный Раевской-Ивановой, был признан одним из трех лучших в Украине.Академия художеств присвоила ей звание Почетного вольного общника Академии, а на первой Всероссийской выставке рисовальных школ, устроенной по инициативе художника Крамского, её школа получила второй диплом, опередив даже знаменитое Строгановское училище. Кроме того, М. Раевская-Иванова была первой профессиональной русской женщиной — художником, поскольку она была первым дипломированным специалистом в этой области. В 1868 году молодая художница получила диплом в Петербургской Академии художеств. Это был беспрецедентный случай: впервые в России женщина была допущена к экзаменам в Академию, успешно их сдала и получила звание свободного художника.
За 27 лет деятельности в школе получили художественное образование около 900 учеников. Здесь учились будущие известные живописцы и архитекторы. Выдающиеся украинские пейзажисты С. Васильковский и М. Ткаченко, академик архитектуры А. Н. Бекетов, активные участники выставок передвижников А. Выезжев, К. Первухин. Начальное художественное образование в этой школе получил П. Кончаловский.

### 1896—1912
С 1896 частная школа М. Раевской-Ивановой была преобразована в городскую художественную школу, в которой преподавали М.Пестриков, М.Федоров, К.Пинеев.

### 1912—1921
В 1912 состоялось открытие в Харькове художественного училища, подчиненного Санкт-петербургской Академии искусств. Директором училища назначили А. М. Любимова, рекомендованного на эту должность его учителем И. Е. Репиным.

### 1921 — наши дни
- 1921 — основание Харьковского государственного художественного института;
- 1941 — в годы Великой Отечественной войны институт был эвакуирован в г. Самарканд;
- 1963 — Харьковский государственный художественный институт был реорганизован в Харьковский художественно-промышленный институт;
- 1989 — при институте открыта аспирантура;
- 1992 — при институте открыт художественный лицей с двухгодичным сроком учёбы;
- В августе 2001 распоряжением Кабинета Министров Украины за № 364р на базе ХудПрома была создана Харьковская государственная академия дизайна и искусств ІV уровня аккредитации.

## Специализации
- графика
- станковая живопись
- станковая и монументальная скульптура
- монументальная живопись
- теория и история искусства (искусствоведение)
- промышленный дизайн
- графический дизайн
- мультимедийный дизайн
- интерьер и оборудование
- дизайн одежды
- дизайн ткани
- дизайн мебели
- реставрация станковой и монументальной живописи

## Названия вуза
- с 1921 по 1963 — Харьковский государственный художественный институт
- с 1963 по 2001 — Харьковский художественно-промышленный институт
- с 2001 по наст. время — Харьковская государственная академия дизайна и искусств

## Известные преподаватели
- Андриевский, Леонид Васильевич (1905—1994) — украинский и советский график, живописец, педагог.
- Бойченко, Иван Васильевич (художник) (1896—1959) — украинский и советский график, живописец, педагог.
- Воробьёв, Владимир Петрович (анатом) — российский и советский анатом[1]
- Дайц, Иосиф Абрамович (1897—1954)— советский график, живописец, иллюстратор, педагог, профессор (1947).
- Дерегус, Михаил Гордеевич (1904—1997) — советский художник, ученик А. Кокеля.
- Ганоцкий Василий Леонтьевич (1951-2023) — народный художник Украины
- Ермилов, Василий Дмитриевич (1894—1968) — российский и советский художник.
- Кокель, Алексей Афанасьевич (1880—1956) — российский и советский художник.
- Косарев, Борис Васильевич (1897—1994) — российский и советский художник.
- Мироненко, Василий Фёдорович (1911—1964) — народный художник Украины, советский украинский график, профессор.
- Прохоров, Семён Маркович (1873—1948) — российский и советский художник, Заслуженный деятель искусств УССР.
- Самокиш, Николай Семёнович (1860—1944) — российский и советский художник-баталист.
- Солодовник Сергей Максимович (1915—1991) — украинский советский художник, живописец, портретист, педагог, профессор (1974).
- Шульга, Иван Николаевич (1889—1956) — российский и советский художник.
- Чернов, Леонид Иванович (1915—1990) — украинский советский художник, Заслуженный художник Украины.

## Известные студенты
- Астапович, Аркадий Антонович (1896—1941) — белорусский советский художник-график.
- Будников, Александр Гаврилович (1914—1982) — украинский советский живописец. Заслуженный деятель искусств УССР, профессор.
- Бут, Николай Яковлевич (1928—1989) — народный художник РСФСР.
- Волков, Владимир Васильевич — заслуженный художник РФ.
- Грузберг, Семён Борисович (1918—2000) — украинский график, член Союза художников УССР.
- Денисова, Дарья Андреевна — украинский иллюстратор, член Национального союза художников Украины.
- Довгаль, Александр Михайлович (1904—1961) — украинский советский художник, график, иллюстратор. Заслуженный деятель искусств Украинской ССР (с 1951).
- Забашта, Василий Иванович (1918) — народный художник Украины (1999).
- Иванов, Леонид Викторович (1944—2014) — русский поэт, художник, филолог.
- Ивахненко, Александр Андреевич (1931—2003) — советский украинский художник, заслуженный деятель искусств Украины.
- Каменной, Сергей Николаевич (1959) — художник-график, член союза художников Украины и Франции.
- Король Анна Степановна (1926) — народный художник России.
- Косенков Станислав Степанович (1941—1993) — художник-график, заслуженный художник РСФСР.
- Кость, Роман Сергеевич (1984) — скульптор.
- Мамедов, Катиб Сафар оглы (1963) — скульптор. Народный художник Украины (2019), Заслуженный художник Украины (2008). Лауреат Международной премии И. Е. Репина (2012). Почетный член Российской академии художеств (2013). Почётный деятель искусств (2013). Член Союза художников Украины с 1997 года. Член совета «Конгресс Азербайджанцев Украины» с 1999 года. Член Московского творческого союза профессиональных художников (ТСПХ) с 2008 года.
- Ляшенко Ольга Владимировна (1979)—художник
- Мартынец, Александр Васильевич(1932) — художник-график, заслуженный деятель искусств Украины.
- Наурызбаев, Хакимжан Исмаханович (1925—2009) — советский и казахстанский скульптор, народный художник Казахской ССР.
- Полтавец, Виктор Васильевич (1925—2003) — народный художник Украинской ССР.
- Савин, Виктор Маркиянович (1907—1971) — украинский советский живописец и график, заслуженный деятель искусств УССР.
- Сидоров Николай Михайлович (1922—2009) — народный художник России.
- Трегуб, Евгений Захарович (1920—1984) — народный художник Украины.
- Трофимов, Вадим Вадимович (1912—1981) — советский художник и скульптор-анималист, заслуженный художник РСФСР.
- Фесенко, Юрий Иванович (1955) — российский художник.
- Шаховцов, Виталий Иванович (1924—1969) — известный украинский художник, основатель НСХУ в Полтаве.
- Шанин Марат Семёнович (1928—2012) — советский живописец, график. Член Союза художников СССР (1956), заслуженный деятель искусств МАССР (1970), народный художник Мордовии (1997).
- Шанина-Трембачевская Любовь Сильвестровна (1925—2008) — советский живописец, график. Член Союза художников России (1960). Заслуженный деятель искусств МАССР (1965).
- Шанин Владимир Маратович (1951) — художник-график, живописец. Член Союза художников России (1980), заслуженный деятель искусств Республики Мордовия (2001).